# Mohamed Allalou
Mohamed Allalou (in arabo محمد علالو‎?; 28 settembre 1973) è un ex pugile algerino.

## Palmarès
- Olimpiadi

Sydney 2000: bronzo nei pesi superleggeri.
- Giochi panafricani

Johannesburg 1999: argento nei pesi superleggeri.
- Giochi del Mediterraneo

Tunisi 2001: bronzo nei pesi superleggeri.
- Africani - Dilettanti

Port Louis 2001: oro nei pesi superleggeri.
Yaoundé 2003: oro nei pesi superleggeri.